# Бурсјер
Бурсјер (фр. Boursières) насеље је и општина у источној Француској у региону Франш-Конте, у департману Горња Саона која припада префектури Везул.
По подацима из 2011. године у општини је живело 67 становника, а густина насељености је износила 29,39 становника/km². Општина се простире на површини од 2,28 km². Налази се на средњој надморској висини од 221 метар (максималној 266 m, а минималној 212 m).

## Демографија
| 1962. | 1968. | 1975. | 1982. | 1990. | 1999. | 2011. |
| ----- | ----- | ----- | ----- | ----- | ----- | ----- |
| 63    | 96    | 64    | 64    | 68    | 62    | 67    |

График промене броја становника у току последњих година